# Leptarthron tuberculatum
Leptarthron tuberculatum là một loài tò vò trong họ Ichneumonidae.